# Линих
Линих (њем. Linnich) град је у њемачкој савезној држави Северна Рајна-Вестфалија. Једно је од 15 општинских средишта округа Дирен. Према процјени из 2010. у граду је живјело 13.667 становника. Посједује регионалну шифру (AGS) 5358036, NUTS (DEA26) и LOCODE (DE LIH) код.

## Географски и демографски подаци
Линих се налази у савезној држави Северна Рајна-Вестфалија у округу Дирен. Град се налази на надморској висини од 73 метра. Површина општине износи 65,5 km². У самом граду је, према процјени из 2010. године, живјело 13.667 становника. Просјечна густина становништва износи 209 становника/km².

## Међународна сарадња
| Мјесто | Држава    | Врста сарадње | Од    |
| ------ | --------- | ------------- | ----- |
|        | Француска | партнерство   | 1974. |
| Извор  |           |               |       |